# Ammazzavampiri
Ammazzavampiri (Fright Night) è un film del 1985 diretto da Tom Holland. È una commedia horror sul tema dei vampiri.
Ne è stato fatto un sequel nel 1988 Ammazzavampiri 2 (titolo originale Fright Night 2) e un remake, Fright Night - Il vampiro della porta accanto, nel 2011, seguito da un sequel e reboot  Fright Night 2 - Sangue fresco (Fright Night 2 - New Blood), nel 2013.

## Trama
Charley Brewster è il tipico ragazzo perbene che abita con la mamma in un tranquillo quartiere nei pressi di Los Angeles e le cui passioni sono la compagnia della sua fidanzata Amy e guardare il suo telefilm notturno preferito "Fright Night" (in italiano "Ore di orrore"), che narra le vicende di un impavido sterminatore di vampiri interpretato dall'attore veterano Peter Vincent. Una notte, Charley scopre che qualcuno sta traslocando nella casa accanto alla sua e che il nuovo vicino è un misterioso e affascinante signore di nome Jerry Dandrige.
Nonostante il suo aspetto distinto e i suoi modi cordiali, il ragazzo lo guarda con sospetto, avendolo sorpreso di notte trasportare una bara nella sua cantina e avendo notato come, fin dal suo arrivo, si sono verificate misteriose uccisioni di giovani donne. La notte successiva Charley trova conferma dei suoi sospetti quando, dalla finestra della sua camera, vede il signor Dandrige mordere il collo di una ragazza con i suoi canini affilati e succhiarle il sangue, rivelandosi così un autentico vampiro. Spaventato, Charley cerca di avvertire la mamma ed Amy ma ovviamente entrambe non gli credono così come non gli crede il poliziotto a cui denuncia la scomparsa della ragazza uccisa che, dopo un superficiale sopralluogo a casa Dandrige se ne va dandogli del pazzo visionario.
L'unico abbastanza idiota da ascoltarlo è il suo strampalato amico Edward "Ed" Thompson che gli spiega, tra le altre cose, che un vampiro può entrare in una casa solo se viene espressamente invitato dal proprietario. Si scopre però che la signora Brewster lo ha già fatto entrare in casa per fare la sua conoscenza e che, di conseguenza,adesso potrebbe venire a fargli del male in qualsiasi momento. A tarda notte, infatti, il vampiro, consapevole di essere stato scoperto, entra indisturbato nella camera di Charley e cerca di ucciderlo ma il ragazzo riesce a metterlo in fuga impalandogli una mano con una matita.
Charley decide allora di recarsi agli studi televisivi dove viene girato "Fright Night" per rivolgersi direttamente al suo eroe Peter Vincent, che lui crede un vero professionista nella lotta ai non-morti. L'attore, brontolando, gli comunica che il telefilm è stato cancellato dal palinsesto a causa dei bassi ascolti e si rivela molto diverso da come appare nella finzione, in quanto nemmeno lui crede veramente nell'esistenza dei vampiri e rifiuta di aiutarlo. Non sapendo più che fare, Charley accumula aglio, crocifissi e paletti di frassino, mentre Amy e Ed, preoccupati per il suo stato di salute mentale e credendo che egli intenda uccidere un uomo innocente, decidono di organizzare un incontro a casa Dandrige per provargli una volta per tutte che il suo vicino non è un mostro.
All'incontro è presente anche Peter Vincent che, pagato da Amy, si offre di far bere a Dandrige della presunta acqua santa (che un vampiro non può toccare ma che in realtà è semplice acqua di rubinetto). Non potendo obiettare, Charley accetta suo malgrado di chiedere scusa al vicino e di andarsene. Prima di uscire, però, Peter si accorge che lo specchietto del suo portasigari non riflette l'immagine di Dandrige e, una volta fuori, dichiara davanti a Charley, Ed e Amy che egli è davvero un vampiro prima di scappare in auto. Dandrige però ha capito che ora anche Peter Vincent sa la verità su di lui e decide di agire. Intrappola Ed in un vicolo cieco, lo trasforma in vampiro con un morso sul collo e lo manda a casa dell'attore per ucciderlo, mentre lui stesso si occuperà di Charley.
Si scopre inoltre che Dandrige è particolarmente attratto da Amy, che gli ricorda nell'aspetto una bella dama di cui conserva il ritratto. Inseguiti nella notte, Charley ed Amy si intrufolano in una discoteca per chiedere aiuto ma qui la ragazza cade vittima del suo potere ipnotico e viene facilmente sedotta e rapita dal vampiro che, all'uscita dal locale, massacra due buttafuori scatenando il panico generale. Nel frattempo Ed visita Peter Vincent e tenta di azzannarlo ma questi lo respinge con una croce, lasciandogli una vistosa bruciatura in faccia. Poco dopo,l'attore viene visitato anche da Charley che, disperato, torna a chiedergli di aiutarlo ad affrontare il vampiro e a salvare Amy, in quanto lui è l'unico a credergli nonché l'interprete dell'eroico ammazza-vampiri di "Fright Night".
Dapprima l'attore rifiuta per paura ma in un secondo momento si lascia convincere ad accompagnare il ragazzo a casa Dandrige, portando con sé l'armamentario utili a combattere i non-morti. Purtroppo, il vampiro si mostra immune alla croce esibita da Peter, poiché essa potrebbe allontanarlo solo se supportata dalla fede; ma dato che l'attore non crede veramente a quello che sta facendo, cede al panico e fugge. Charley viene invece catturato e rinchiuso in una stanza al piano di sopra dove giace Amy, che nel frattempo si sta trasformando in vampira, essendo stata sedotta e morsa da Dandrige, che intende farne la sua sposa. Infatti il vampiro scende in cantina insieme al suo domestico (apparentemente umano) Billy Cole per preparare una bara per lei accanto alla sua.
Peter intanto raggiunge casa Brewster in cerca della mamma di Charley ma qui ritrova Ed che tenta nuovamente di eliminarlo trasformandosi in lupo. L'attore reagisce d'istinto e riesce a salvarsi impalandolo al cuore con la gamba di un tavolino rotto. Incoraggiato da questa vittoria, Peter torna a casa Dandrige, questa volta pienamente convinto di poter aiutare Charley. Liberato il ragazzo, lo rassicura anche sul fatto che, stando alla sua "esperienza", Amy può ancora essere salvata se loro riusciranno ad uccidere Dandrige. Si mettono quindi sulle tracce del vampiro ma vengono ostacolati da Billy Cole, che si rivela essere a sua volta un non-morto invulnerabile finché Charley non lo colpisce al cuore con un paletto, disintegrandolo.
Dandrige, trasformatosi in un mostruoso pipistrello, si fa avanti per affrontarli ma proprio in quel momento comincia a sorgere il sole, e la luce lo obbliga a ritirarsi nella sua bara, nella cantina. Il duo lo insegue e si mette al lavoro per scassinare la bara (chiusa dall'interno) ma Amy, risvegliatasi come vampira e sposa di Dandrige, li raggiunge e aggredisce Charley, mentre Dandrige, svegliato dal rumore, si avventa contro Peter. Durante la lotta si scopre che la cantina è circondata da finestre oscuranti molto fragili e quando Charley le rompe tutte, la luce del sole distrugge per sempre il terribile vampiro. Amy torna umana e si ricongiunge con Charley. Il film si conclude con una scena simile a quella iniziale, con Charley ed Amy abbracciati nella camera di lui mentre guardano in televisione il nuovo telefilm notturno con protagonista Peter Vincent, che da ora in poi non avrà più come nemesi i vampiri ma gli alieni. Prima dei titoli di coda, però, si vedono un paio di occhi rossi brillare da una finestra buia di casa Dandrige, e si sente la voce di Ed che sghignazza e dice «L'amore fa buon sangue, Brewster!»

## Slogan promozionali
- «There are some very good reasons to be afraid... of the dark.»
«Ci sono diverse buone ragioni per avere paura... del buio.»

## Effetti speciali

### La sequenza del pipistrello

#### Creazione
Il team degli effetti speciali di Richard Edlund, che aveva appena finito di lavorare a Ghostbusters, fu chiamato per creare degli effetti speciali di alto livello per un film a basso budget. La sequenza del pipistrello fu pianificata molto attentamente attraverso storyboard, e il regista Tom Holland lavorò a stretto contatto col team degli effetti speciali per assicurarsi che la creatura fosse esattamente come l’aveva immaginata.
“In nessun film di vampiri che abbia visto c'è mai stato un pipistrello degno di nota", ha commentato Holland nel 1985. “Per Fright Night volevo che ci fosse una connessione tra il vampiro come uomo e come pipistrello". Per raggiungere questo obiettivo, il team decise di mantenere la stazza e le sembianze dell’attore Chris Sarandon.
"Invece di ridursi alle dimensioni di un chihuahua per decollare", ha commentato Randy Cook, addetto agli effetti speciali, "sta ancora cambiando forma, pur mantenendo la maggior parte della sua massa, quindi otteniamo una creatura con un'apertura alare di circa due metri e mezzo.”
In origine, l’idea era quella di modellare il pipistrello sulla base dell’attore, ma Chris Sarandon entrò nel cast così tardi che questo fu impossibile. Così, il team dovette procedere in maniera inversa: il trucco da vampiro di Sarandon fu adattato all’aspetto del pipistrello.

#### Animazione
Per la trasformazione di Jerry Dandrige in pipistrello, lo stuntman di Chris Sarandon fu filmato davanti ad un blue screen mentre era appeso a dei cavi. Dato che il set non era abbastanza grande da poter permettere il movimento di camera richiesto per la scena, fu costruita una miniatura lunga circa 7 metri e mezzo che riproduceva una porzione di 45 metri della casa reale di Jerry, e fu filmata per essere usata come sfondo per la sequenza. La trasformazione vera e propria fu merito dell’animatore Sean Newton, che trasformò l’ombra dello stuntman in un pipistrello mediante rotoscope.

#### Il pipistrello in volo
Per le sequenze di volo, fu creata una marionetta del pipistrello che poi sarebbe stata mossa con dei fili e filmata su blue screen. Data la stazza del pipistrello, era impossibile muovere la marionetta a velocità reale senza che dondolasse senza controllo. Per questo fu necessario muovere molto lentamente il pipistrello e velocizzare la sequenza in un secondo momento.

## Remake
Il 19 agosto 2011 è uscito negli Stati Uniti, Fright Night - Il vampiro della porta accanto, remake del film prodotto dalla DreamWorks. Il film è diretto da Craig Gillespie su una sceneggiatura di Marti Noxon. Nel cast del film sono presenti Anton Yelchin, nel ruolo del protagonista Charlie Brewster, e Colin Farrell nei panni del vampiro Jerry Dandridge, ruolo originariamente interpretato da Chris Sarandon, a completare il cast vi sono Toni Collette, David Tennant, Christopher Mintz-Plasse e Imogen Poots. Il 13 maggio 2011 su IGN è stato pubblicato il primo trailer ufficiale del film.
I due film Testimone poco attendibile (Never Cry Devil, 1989) (conosciuto anche col titolo Il sospiro del diavolo) e L'ora del licantropo (Never Cry Werewolf, 2008) riprendono molto fedelmente la trama di Ammazzavampiri, variando la tematica del vampiro in quella del licantropo e della setta. Sono a tutti gli effetti dei remake, anche se non ufficiali.

## Altre opere derivate
Tre anni dopo l'uscita del film venne distribuito per la piattaforma Amiga il videogioco omonimo Fright Night (1988), ispirato alla trama del film.